# Chủ nghĩa cải lương
Chủ nghĩa cải lương hay chủ nghĩa cải cách là một học thuyết chính trị ủng hộ việc cải cách một hệ thống đang tồn tại hay một tổ chức (thể chế) thay vì bãi bỏ và thay thế nó.
Bên trong phong trào chủ nghĩa xã hội, chủ nghĩa cải lương là cái nhìn mà các thay đổi dần dần thông qua các tổ chức có thể cuối cùng dẫn đến các thay đổi cơ bản trong một chế độ chính trị xã hội và các hệ thống kinh tế. Chủ nghĩa cải lương được xem là một khuynh hướng chính trị và giả thuyết của việc thay đổi xã hội phát triển đối lập với chủ nghĩa xã hội cách mạng, dẫn đến việc tranh luận rằng cuộc cách mạng xoay vòng là một điều kiện tiên quyết cần thiết cho các thay đổi cấu trúc để biến đổi một hệ thống chủ nghĩa tư bản thành một hệ thống kinh tế xã hội chủ nghĩa chất lượng khác.